# Cratere Binayo
Binayo è un cratere sulla superficie di Cerere.